# Чорний ящик
Чо́рний я́щик (чорна скринька)  — це термін, який використовується у техніці й кібернетиці для позначення об'єкта чи системи, про принципи дії яких нічого невідомо, крім того, що певному вхідному сигналу відповідає певний вихідний сигнал.
Чорний ящик є важливим елементом також у плануванні експерименту та в науці загалом. Використовуючи це поняття тисячі вчених світу отримують змогу використовувати відповідний рівень знань при дослідженні об'єкта, необхідний для досягнення оптимального результату планування.

## Історія
Сучасний термін "чорний ящик", схоже, увійшов в науковий обіг через англійську мову в 1945 році. У теорії електричних кіл розглядається процес синтезу мережевих фільтрів в якому фігурують передавальні функції, при цьому електронні схеми розглядаються як "чорні ящики", які характеризуються своїми реакціями на сигнали. Таку інтепретацію можна віднести до Вільгельма Кауера, який опублікував свої ідеї в найбільш розгорнутій формі в 1941 році . Хоча Кауер власне не використовував цей термін, інші, які слідували за ним, описували метод як аналіз "чорного ящика". Вітольд Белевич (Belevitch)  застосовує поняття "чорних ящиків" навіть раніше.
У кібернетиці, тлумачення поняття "чорного ящика" було дано Россом Ешбі в 1956 році . "Чорний ящик" був описаний Норбертом Вінером в 1961 році як невідома система, яка повинна була бути ідентифікована з використанням методів ідентифікації системи. Він бачив, як перший крок в самоорганізації в тому, щоб мати можливість скопіювати вихідну поведінку чорної скриньки. Багато інших інженерів, вчених і епістемологів, як Маріо Бунге, використовували  і удосконалили теорію "чорного ящика" в 1960-ті роки.

## Схема чорного ящика (його функціональна структура)
Для опису об'єкта дослідження зручно користуватися уявленням про кібернетичну систему, яка схематично зображена на рис.1. Таку схему називають «чорним ящиком». Такі системи мають «вхід» для введення інформації та «вихід» для відображення результатів роботи. Стан виходів звичайно функціонально залежить від стану входів.
Якщо механізм роботи не важливий, то залежність результатів від вхідних даних, як правило, відома; концепція чорного ящика при цьому використовується, щоб не відволікатися на внутрішню будову. Проте такий підхід може дати помилку при використанні пристрою на межі його можливостей.

Схематичне зображення чорного ящика

Представлення об'єкта у вигляді такої схеми базується на принципі «чорного ящика». Тобто ми маємо такі групи параметрів:
1. керівні (вхідні) параметри Хі, які називаються факторами;
2. вихідні параметри Уі., які називаються параметрами стану;
3. Wi-впливи.

Стрілки праворуч зображують чисельні характеристики цілей дослідження. Їх позначають літерою ігрек (Y) і називають параметрами оптимізації. У літературі зустрічаються інші назви:
- критерій оптимізації,
- цільова функція,
- вихід «чорного ящика» і т. д.

## Математична модель чорного ящика
Для проведення експерименту необхідно мати можливість впливати на поведінку «чорного ящика». Всі способи такого впливу позначають літерою ікс (Х) і називають факторами. Їх також називають входами «чорного ящика».

Схема чорного ящика

При вирішенні задачі використовують математичні моделі дослідження. Під математичною моделлю розуміють рівняння, що зв'язує параметр оптимізації з чинниками.
Це рівняння в загальному вигляді можна записати так:
{\displaystyle y=\varphi (x_{1},x_{2},...,x_{K})}, де символ {\displaystyle \varphi ()}, як завжди в математиці, замінює слова: «функція від».
Така функція називається функцією відгуку.
Кожен фактор може приймати в досліді одне з декількох значень. Ці значення називаються рівнями. Для полегшення побудови «чорного ящика» і експерименту фактор повинен мати певне число дискретних рівнів. Фіксований набір рівнів факторів визначає один з можливих станів «чорного ящика».
Одночасно це є умовою проведення одного з можливих дослідів. Якщо перебрати всі можливі набори станів, то виходить безліч різних станів «чорного ящика».
Це буде число можливих різних дослідів.
Число можливих дослідів визначають за виразом:
{\displaystyle N=P^{K}},
де: N — число дослідів; р — число рівнів; K — число факторів.
Реальні об'єкти зазвичай мають величезну складність. Так, на перший погляд, проста система з п'ятьма факторами на п'яти рівнях має 3125 станів, а для десяти факторів на чотирьох рівнях їх уже понад мільйон. У цих випадках виконання всіх дослідів практично неможливо. Виникає питання: скільки і яких дослідів потрібно включити до експерименту, щоб вирішити поставлене завдання?
Саме тут і застосовується планування експерименту.